# Pueblo Cazes

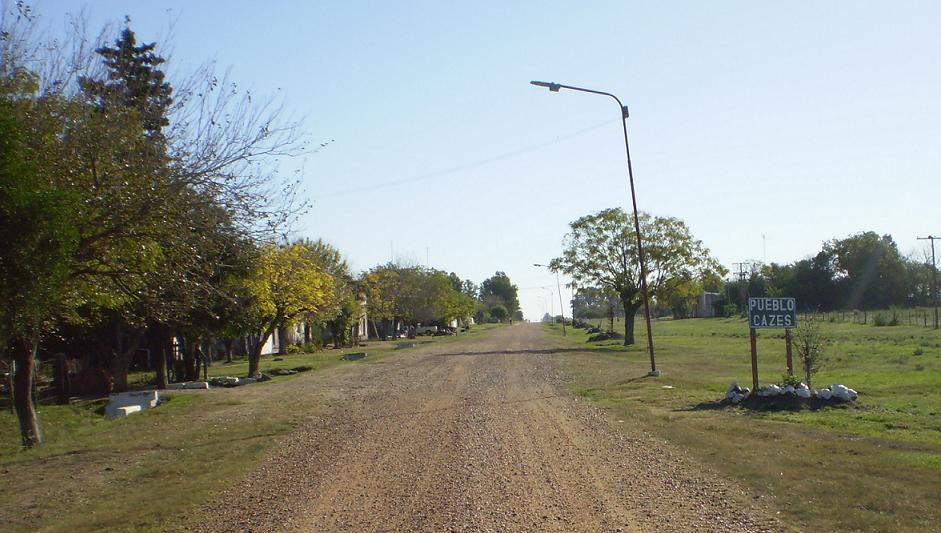
Entrada a Pueblo Cazes.

Pueblo Cazes es una localidad y comuna de 2ª categoría del distrito Tercero del departamento Colón, en la provincia de Entre Ríos, República Argentina. Fue fundada en 1909. El 6 de septiembre de 2009 fue celebrado su centenario. 
La población de la localidad, es decir sin considerar el área rural, era de 163 personas en 1991 y de 216 en 2001. La población de la jurisdicción de la junta de gobierno era de 377 habitantes en 2001.
Como otros pueblos de Entre Ríos, Cazes fue producto del trabajo de la Jewish Colonization Association y se trasformó en cuna de la relación entre criollos locales y judíos recién llegados, quienes fueron fusionando culturas y fundando vínculos.
Junto con el pueblo surgieron el salón Barón Hirsch, como es conocido en la zona Maurice de Hirsch quien fuera el credor de la JCA, el Cementerio Israelita y al poco tiempo, la Cooperativa de Agricultores Unidos.
La junta de gobierno fue creada por decreto 3387/1985 MGJE del 3 de septiembre de 1985 y sus límites jurisdiccionales fueron establecidos por decreto 5254/1987 MGJE del 11 de septiembre de 1987. En las elecciones 2011 los 5 vocales de la junta de gobierno fueron elegidos en circuito electoral común con Hambis, pero sin incorporarla a su jurisdicción.

## Comuna
La reforma de la Constitución de la Provincia de Entre Ríos que entró en vigencia el 1 de noviembre de 2008 dispuso la creación de las comunas, lo que fue reglamentado por la Ley de Comunas n.º 10644, sancionada el 28 de noviembre de 2018 y promulgada el 14 de diciembre de 2018. La ley dispuso que todo centro de población estable que en una superficie de al menos 75 km² contenga entre 400 y 700 habitantes, constituye una comuna de 2ª categoría. La Ley de Comunas fue reglamentada por el Poder Ejecutivo provincial mediante el decreto 110/2019 de 12 de febrero de 2019, que declaró el reconocimiento ad referéndum del Poder Legislativo de 21 comunas de 2ª categoría con efecto a partir del 11 de diciembre de 2019, entre las cuales se halla Pueblo Cazes. La comuna está gobernada por un departamento ejecutivo y por un consejo comunal de 6 miembros, cuyo presidente es a la vez el presidente comunal. Sus primeras autoridades fueron elegidas en las elecciones de 9 de junio de 2019.